# CICAP
Il CICAP (Comitato italiano per il controllo delle affermazioni sulle pseudoscienze; fino al 24 settembre 2013 Comitato italiano per il controllo delle affermazioni sul paranormale) è un'organizzazione educativa senza fini di lucro, fondata nel 1989 per promuovere un'indagine scientifica e critica nei confronti delle pseudoscienze, del paranormale, dei misteri e dell'insolito, con l'obiettivo di diffondere la mentalità scientifica e lo spirito critico.
Fa parte dell'European Council of Skeptical Organisations (ECSO), un organismo internazionale che raccoglie numerose associazioni scettiche.

## Storia

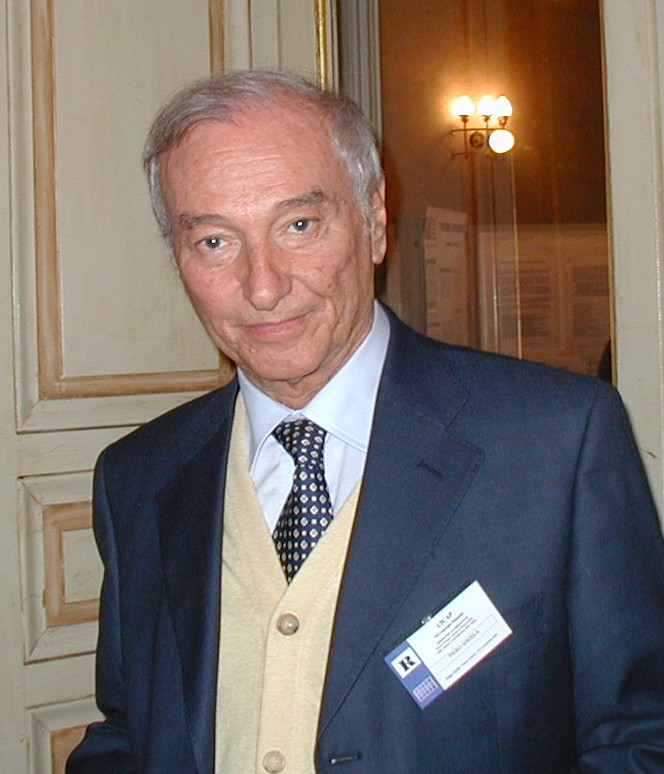
Piero Angela alla conferenza nazionale del CICAP del 2001

Il primo tentativo di creare anche in Italia un'organizzazione di controllo dei presunti fenomeni paranormali risale al 1978, due anni dopo la nascita dello CSICOP (oggi CSI), quando in seguito alla fortunata trasmissione televisiva di Piero Angela Indagine sulla parapsicologia, ventidue scienziati e studiosi di varie discipline rilasciarono una dichiarazione comune in cui si auspicava la costituzione di un comitato per la verifica dei presunti fenomeni paranormali.
L'iniziativa tuttavia non si concretizzò fino al 1987-1988, quando Piero Angela organizzò numerosi incontri tra gli abbonati italiani allo Skeptical Inquirer, culminati il 9 ottobre 1988 in un incontro a Torino, in cui furono definiti gli obiettivi dell'associazione e fu stabilito il nome definitivo di Comitato Italiano per il Controllo delle Affermazioni sul Paranormale, scelto anche perché l'acronimo "CICAP" doveva ricordare la parola inglese check-up (verifica, controllo).
La costituzione del comitato fu formalizzata a Milano il 12 giugno 1989, con la nomina di Steno Ferluga a presidente, di Lorenzo Montali a segretario nazionale e di Massimo Polidoro a direttore del periodico dell'associazione. Attualmente (2025) il presidente è Lorenzo Montali, Andrea Ferrero è il vicepresidente, Rodolfo Rolando è il coordinatore nazionale, Claudia Di Giorgio dirige la rivista del Comitato Query e l'associazione Frame è responsabile del CICAP Fest.
All'inizio il CICAP si occupava prevalentemente di parapsicologia (telepatia, psicocinesi, ecc.); nel tempo sono diventate via via più importanti anche altre aree delle pseudoscienze (in particolare le medicine alternative) e le leggende, sia quelle storiche (come quelle sui draghi o sulla spada nella roccia) sia soprattutto quelle contemporanee (come le leggende metropolitane). L'aumento di popolarità di altri ambiti pseudoscientifici ha portato, nel settembre 2013, al cambio del nome dell'organizzazione in Comitato Italiano per il Controllo delle Affermazioni sulle Pseudoscienze, in modo da comprendere non soltanto i fenomeni soprannaturali ma anche «idee e affermazioni pseudoscientifiche a sostegno di terapie di non provata efficacia, teorie del complotto, leggende metropolitane e falsificazioni storiche».

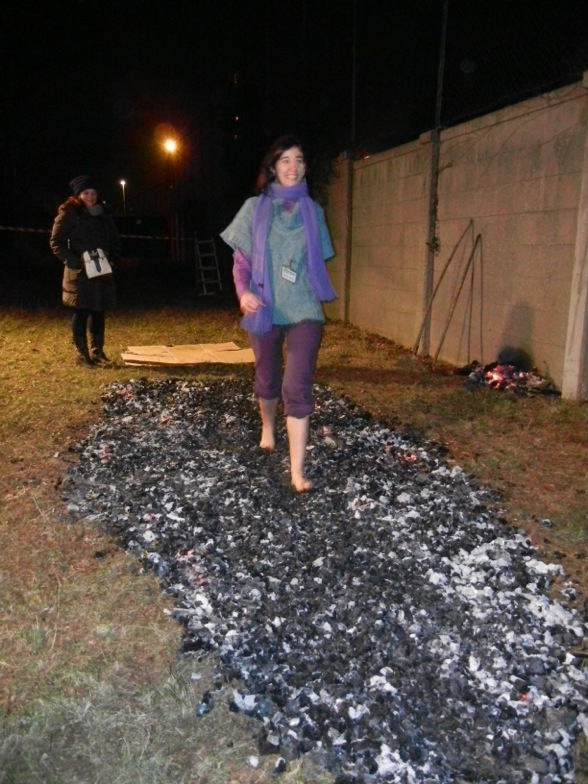
Marta Annunziata che cammina sulle braci

Un breve elenco delle indagini compiute dal CICAP nella sua storia comprende le previsioni astrologiche, i poteri di maghi, rabdomanti, guaritori e fachiri, gli UFO, il sangue di san Gennaro, i contatti con l'aldilà.
Tra le varie attività a livello nazionale, il CICAP raccoglie e analizza ogni dicembre un campione delle previsioni di astrologi e veggenti per l'anno in corso, pubblicando alla fine dell'anno un rapporto sulle previsioni "sbagliate". Dal 2009, invece, si organizza ogni anno in varie città una "giornata anti-superstizione" chiamata GAS, in occasione di un venerdì 17.
All'inizio degli anni 2000 l'attuale sede nazionale di Padova è stata acquistata con i proventi di una raccolta fondi dal nome "Progetto CICAP 2000".
Nel 2011 il CICAP ha cambiato struttura, diventando Associazione di promozione sociale (APS). Questa struttura ha permesso di accedere ai fondi del 5 x 1000 e ha dato il via a un maggiore coinvolgimento alle decisioni da parte dei soci, che si è realizzato nel 2015 con il cambiamento dello statuto per allargare la partecipazione alle assemblee ordinarie ai coordinatori dei gruppi locali, in rappresentanza di tutti i soci. Sempre nel 2015 sono stati presentati i gruppi tematici, composti da persone che lavorano insieme da tutta Italia e dall'estero su uno specifico progetto, come le attività per le scuole o le risposte alle richieste di informazioni in campo medico.
Nel maggio 2016, Piero Angela è stato nominato "Presidente onorario" del CICAP.
Dal 2018 il CICAP è accreditato dal Ministero dell'istruzione, dell'università e della ricerca per la formazione del personale scolastico ai sensi della Direttiva MIUR 170/2016.
Nel 2023 il CICAP ha messo a disposizione del pubblico presso la sede di Torino una biblioteca con 500 libri su paranormale, occultismo e pseudoscienze.

## Mandato

### Obiettivi
Gli obiettivi del CICAP sono indagare sull'autenticità dei presunti misteri e fenomeni paranormali annunciati dai mass media, e diffondere i risultati di queste indagini attraverso incontri, conferenze e pubblicazioni. Attraverso quest'opera di informazione il CICAP si propone di favorire la diffusione del metodo scientifico e dello spirito critico, ovvero di svolgere un'opera di educazione alla razionalità.

### Campo di azione

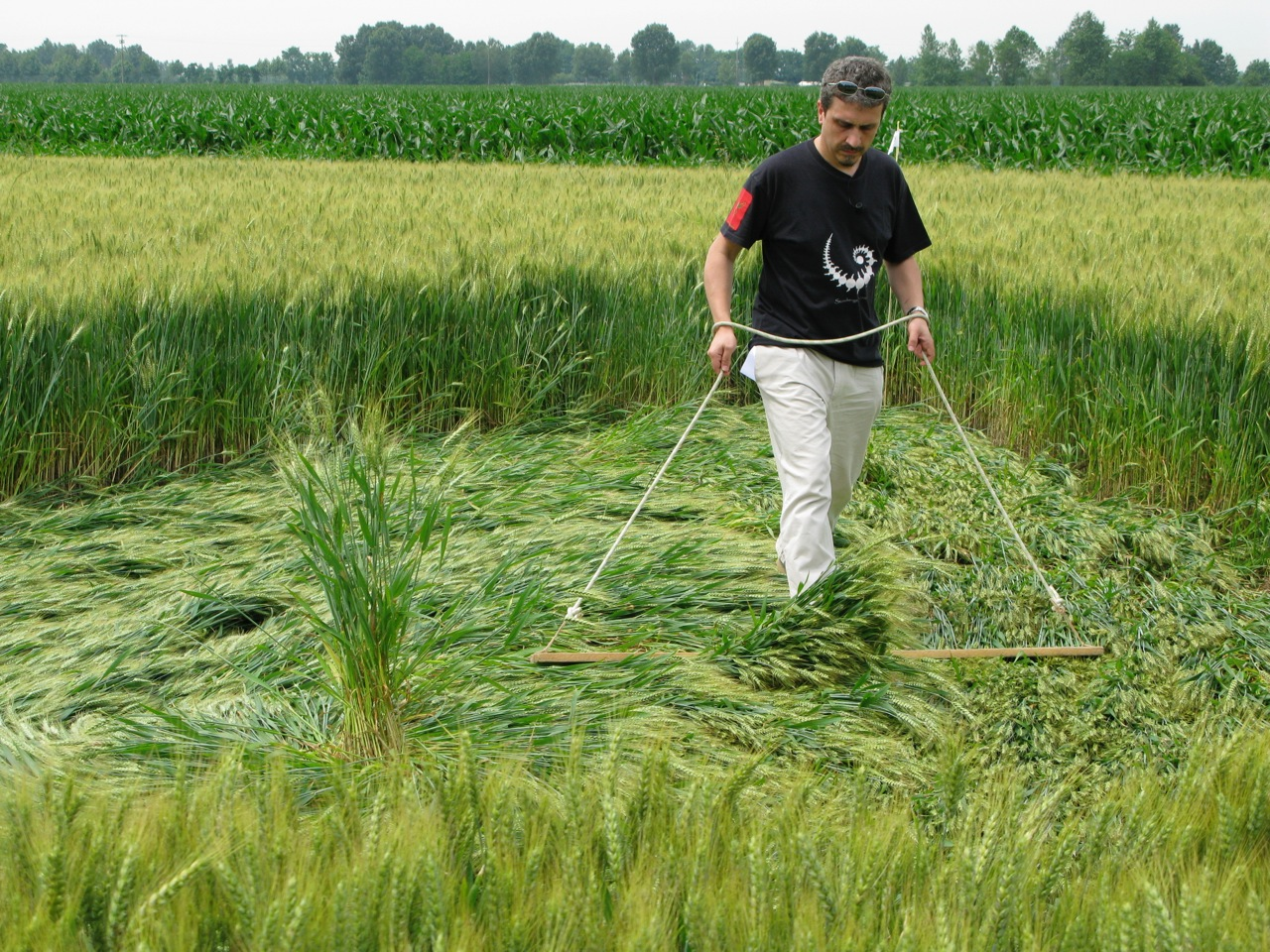
Francesco Grassi durante una sessione di "circle making"

Le discipline indagate dal CICAP si possono suddividere in tre categorie:
- fenomeni paranormali, che violerebbero i postulati fondamentali della scienza moderna e che sono oggetto di indagine della parapsicologia, come la telepatia, la precognizione, la chiaroveggenza, la telecinesi, oppure che vengono genericamente descritti come "inspiegabili scientificamente": ad esempio la possibilità di camminare sui carboni ardenti (pirobazia), di registrare le voci dei defunti (psicofonia), il paranormale religioso, e via dicendo.
- pseudoscienze, con cui si intendono le discipline che sostengono di avere validità scientifica, ma si sottraggono sistematicamente alla verifica sperimentale mediante il metodo scientifico: astrologia, medicine alternative, creazionismo, geobiologia, lottologia e numerologia.
- misteri e leggende, cioè storie non strettamente paranormali ma comunque insolite, come le leggende metropolitane, gli UFO e le presunte manifestazioni aliene come i cerchi nel grano, le leggende tradizionali come quelle su spade nella roccia, draghi e così via.

Più in generale, il CICAP si propone come un'organizzazione aperta a tutti coloro che pensano di avere senso critico, curiosità e volontà di frenare la cattiva informazione, dunque sempre sul filone della razionalità e dello spirito critico le modalità di lavoro e gli argomenti possono variare a seconda degli interessi e delle competenze dei singoli soci.

### Metodo
Il CICAP si propone di applicare nella propria attività lo scetticismo razionale, cioè il criterio per cui ogni affermazione di tipo empirico, per essere creduta, necessita di una verifica sperimentale. Nelle proprie indagini viene applicato il metodo scientifico e ci si avvale spesso della collaborazione di prestigiatori per accertare l'eventuale uso di trucchi. Ad esempio Silvan, quale simpatizzante del CICAP, ha collaborato più volte ad alcune iniziative del Comitato.

### Limiti
Il CICAP non si occupa di metafisica, e in particolare di religione, se non per quanto riguarda manifestazioni materiali, come ad esempio fenomeni di paranormale religioso.

## Organizzazione
Il CICAP è un'organizzazione con sede nazionale a Padova. Le attività sul territorio sono svolte attraverso i gruppi locali, presenti in quasi tutte le regioni, e attraverso i gruppi tematici, composti da soci che collaborano da regioni diverse su un argomento specifico.
L'associazione sostiene le sue attività con l'autofinanziamento: le maggiori fonti di entrate sono le quote di iscrizione, il cinque per mille, le donazioni e gli incassi da pubblicazioni e corsi. Una donazione pari a 5 milioni di lire è stata versata da Tiziano Sclavi, il quale ha infatti dichiarato che paranormale e occulto vanno benissimo nella fiction, ma che la realtà è tutt'altra cosa.

### Organi associativi
Secondo lo statuto interno (articolo 18), i principali organi associativi sono l'assemblea (ordinaria o straordinaria), il consiglio direttivo, il presidente e il vicepresidente. Il consiglio direttivo, le cui cariche sono svolte a titolo gratuito, amministra l'associazione. Il consiglio direttivo nomina al suo interno un presidente e un vicepresidente e può nominare uno o più coordinatori nazionali.
L'assemblea ordinaria, composta dai soci effettivi e dai coordinatori dei gruppi locali, approva il bilancio consuntivo e preventivo, nomina e revoca i componenti del consiglio direttivo e di altri organi sociali, e delibera sulle direttive generali dell'associazione.
L'assemblea straordinaria, composta dai soli soci effettivi, delibera su decisioni di particolare rilievo come le modifiche allo statuto e la trasformazione o lo scioglimento dell'associazione.

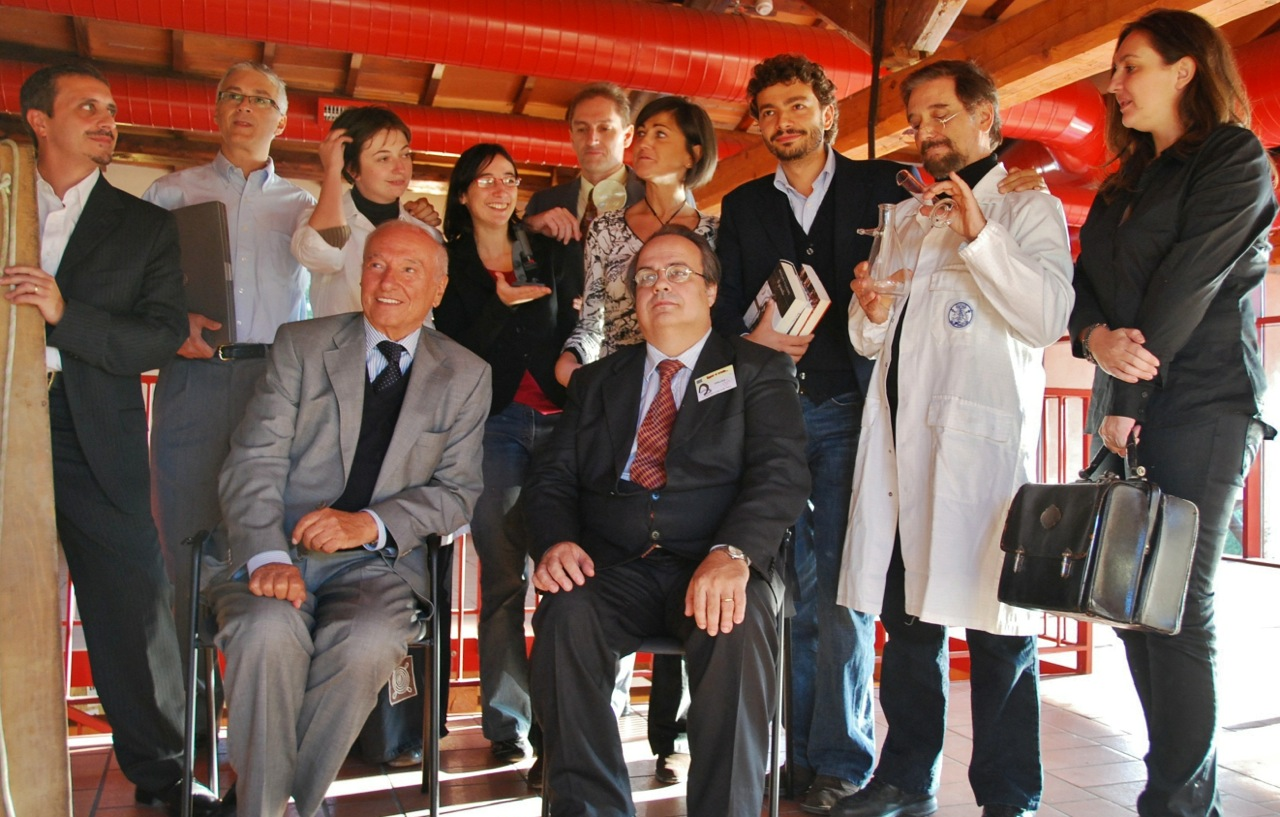
Da sinistra: Francesco Grassi, Marino Franzosi, Beatrice Mautino, Piero Angela, Marta Annunziata, Paolo Attivissimo, Francesca Guizzo, Steno Ferluga, Massimo Polidoro, Luigi Garlaschelli, Paola De Gobbi

### Gruppi locali
Le attività del CICAP sono organizzate all'interno di gruppi locali e presenti sulla maggior parte del territorio italiano e svizzero.
Ogni gruppo locale è gestito da un coordinatore eletto dai soci attivi della regione e approvato dal comitato direttivo. I coordinatori dei gruppi locali, insieme ai soci effettivi, partecipano all'assemblea ordinaria e all'elezione del consiglio direttivo.

### Gruppi tematici
I gruppi tematici sono nati ufficialmente nel 2015, sebbene alcuni di essi fossero già attivi precedentemente. Sono gruppi trasversali ai gruppi locali e hanno l'obiettivo di promuovere progetti su argomenti specifici.
Sono attivi i seguenti gruppi tematici:
- Chiedi le Prove: prende spunto dall'esperienza di Ask for Evidence[17] per un corretto uso dell'informazione scientifica nei mezzi di comunicazione;

- CICAP ECSO: si occupa delle iniziative di collegamento tra il CICAP e il consiglio europeo delle associazioni scettiche (ECSO);

- CICAP Video: si occupa di coordinare e sostenere la produzione di contenuti video da parte del CICAP e di tutti i suoi gruppi, locali e tematici, concentrando tutte le attività in un'unica piattaforma. I contenuti vengono prodotti sotto forma di interventi in diretta online (CICAP Live) o registrati (CICAP+) e sono pubblicati nel canale YouTube del comitato, nelle relative playlist;

- Gruppo Grafica: è un gruppo di servizio che si occupa di realizzare locandine, banner e altri materiali grafici per gli altri gruppi locali e tematici del CICAP, nonché per iniziative nazionali;

- Gruppo Indagini: risponde consultando esperti e con indagini sul campo alle richieste che giungono al CICAP in merito ad affermazioni pseudoscientifiche o a fenomeni misteriosi;

- Gruppo IT: è un gruppo di servizio che ha il compito di gestire l'infrastruttura informatica del CICAP e di fornire assistenza e consulenza ai soci per tutte le attività che coinvolgono il web;

- Gruppo Scuola: ha lo scopo di realizzare iniziative educative nel mondo della scuola, per promuovere la diffusione dello spirito critico e dell'approccio razionale ai problemi[10];

- RadioCICAP: podcast ufficiale dove vengono trattati temi del mondo scientifico, razionale e scettico con interviste e approfondimenti;

- Social Network: nato per gestire la comunicazione del CICAP sui social network (principalmente Facebook, Twitter, Instagram, Linkedin e Telegram);

- Ufficio Stampa: è un gruppo di servizio costituito da giornalisti ed esperti di comunicazione che si occupano della stesura di testi, come gli articoli divulgativi presenti sul sito CICAP e le lettere aperte alle istituzioni, oltre al controllo su richiesta dei comunicati prodotti dai gruppi locali.

## Eventi principali

### Convegni
Il CICAP organizza, generalmente ogni due anni, un convegno nazionale in cui si incontrano relatori interni ed esterni al Comitato per discutere di un tema legato al paranormale o alle pseudoscienze. I convegni sono aperti ai soci e al pubblico ma richiedono una quota di partecipazione per finanziare le attività del gruppo.

#### Convegni nazionali

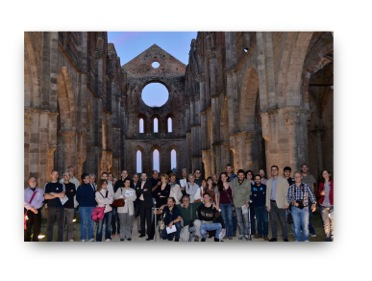
Un'escursione di Soci CICAP all'Abbazia di San Galgano in occasione del XII Convegno nazionale a Volterra, 5-7 ottobre 2012

- I convegno nazionale, Scienza e paranormale, Padova, 1991
- II convegno nazionale, IV congresso degli Euroskeptics, Paranormale: quali prove?, Saint-Vincent, 1992
- III convegno nazionale, Contatti con l'aldilà, Cormons, 1993
- IV convegno nazionale, Energie misteriose, Macerata, 1995
- V convegno nazionale, New Age: Nuova Era o vecchie idee?, Padova, 1997
- VI convegno nazionale, Scienza, paranormale e mass media, Padova, 1999
- VII convegno nazionale, Medicine alternative: tra bisogni reali e irrazionalità, Reggio Emilia, 2001
- VIII convegno nazionale, Il ritorno della magia, Torino, 2003
- IX convegno nazionale, V convegno mondiale scettico, Misteri risolti, Abano Terme, 2004[18]
- X convegno nazionale, Paranormale, Watson?, Padova, 2006
- XI convegno nazionale, L'evoluzione del mystero, Abano Terme, 2009
- XII convegno nazionale, 2012 - Si salvi chi può, Volterra, 2012
- XIII convegno nazionale, L'arte del disinganno. 25 anni di avventure ai confini della scienza, Cesena, 2015
- XIV convegno nazionale, Il valore dei fatti nell'era della post-verità, Cesena, 2017

#### Altri convegni
- I convegno internazionale sulle leggende metropolitane, Contaminazioni, Torino, 2004
- Convegno, Eppur si crede... Superstizioni e credenze alle soglie del XXI secolo, Padova, 2008
- Convegno, I conti non tornano - Il fascino dei numeri tra scienza e mistero, Torino, 2011[19]
- Convegno, Il valore dei fatti, Milano, 2014[20]

### CICAP Fest
Il XIV convegno nazionale di Cesena è stato anche il numero zero di un nuovo evento con cadenza annuale, il CICAP Fest, un festival della scienza e della curiosità in cui il CICAP propone incontri, laboratori e spettacoli sempre in linea con i principi dell'associazione. La direzione generale dell'evento è dell'associazione Frame.
- CICAP Fest 2017 (edizione numero zero): "Il valore dei fatti nell'era della post-verità" (Cesena, 29 settembre – 1º ottobre 2017)
- CICAP Fest 2018 (prima edizione): "Scienza, verità e bugie della vita quotidiana" (Padova, 14-16 settembre 2018)
- CICAP Fest 2019 (seconda edizione): "Dalla terra alla luna, il lungo viaggio della curiosità umana" (Padova, 13-15 settembre 2019)
- CICAP Fest - EXTRA 2020 (terza edizione): "La sfida è adesso. Ri-partire con la scienza affrontando il cambiamento, l'imprevisto e l'improbabile" (online, 25 settembre – 18 ottobre 2020)
- CICAP Fest 2021 (quarta edizione): "Navigare l'incertezza. Con il dubbio come bussola... per tornare a riveder le stelle" (Padova, 3-5 settembre 2021)
- CICAP Fest 2022 (quinta edizione): "La scienza del mondo che verrà. Dai sogni della fantascienza alle sfide globali: quale domani ci attende?" (Padova, 3-5 giugno 2022)
- CICAP Fest 2023 (sesta edizione): "Carissimi tutti, penso di aver fatto la mia parte. Cercate di fare anche voi la vostra per questo difficile Paese." (Padova, 13-15 ottobre 2023)
- CICAP Fest 2024 (settima edizione): "Misurare il mondo" (Padova, 11-13 ottobre 2023).

### Altri eventi
Dal 2009 il CICAP organizza ogni anno, di venerdì 17, una "Giornata Anti-Superstizione" con l'obiettivo di far riflettere il grande pubblico, in modo ironico e sdrammatizzante, sull'assurdità della superstizione. Solitamente, in varie città d'Italia, i gruppi locali del CICAP organizzano eventi di vario tipo: incontri, conferenze, dibattiti e dimostrazioni "pratiche".
Il CICAP partecipa regolarmente, con punti informativi e con l'organizzazione di incontri divulgativi, a eventi come il Salone del libro di Torino e Lucca Comics & Games.

## Pubblicazioni
Il CICAP conduce la propria opera di divulgazione per mezzo di convegni, conferenze, eventi pubblici di vario tipo, interventi radiotelevisivi, pubblicazioni di articoli, traduzioni e recensioni sulla rivista Query, la rivista Magia, pubblicazione dei Quaderni del CICAP e i Quaderni di Magia e il canale YouTube.

### Query
Dal 1993 al 2009 la rivista bimestrale Scienza & Paranormale è stata la rivista ufficiale del CICAP. Sotto la direzione di Massimo Polidoro (1993 - 2006) e di Lorenzo Montali (2007 - 2009) sono stati editi 88 numeri.
Cessate le pubblicazioni di Scienza & Paranormale, nel 2010 è nata Query (ISSN 2038-1557) con periodicità trimestrale, sempre sotto la direzione di Lorenzo Montali. A partire dal numero 51 (inverno 2022) la rivista Query è diretta dalla giornalista scientifica Claudia Di Giorgio. La rivista è disponibile in versione cartacea e digitale.

### Query Online
Nel 2010, a un mese dal primo numero di Query, viene lanciata Query Online, gratuita e ad accesso libero, con lo scopo di diventare uno strumento più leggero di informazione senza rinunciare al rigore nell'affrontare gli argomenti più disparati. A partire dal 2022 il direttore responsabile di Query Online è Giuseppe Scuotri.

### I quaderni del CICAP
La collana nasce nel 1999 e comprende libri monografici di carattere divulgativo su argomenti vari (misteri, comunicazione scientifica, superstizione, criptozoologia, pseudoscienze) scritti da autori nazionali e internazionali.

### Magia
Magia (ISSN 1970-8912) è una rivista semestrale dedicata all'illusionismo di oltre 220 pagine per numero, che si rivolge a chi si occupa di magia in modo professionale e agli appassionati. Ogni numero è dedicato a un argomento e presenta articoli, recensioni e dossier su illusioni celebri, personaggi famosi, senza trascurare la storia della magia e la psicologia.
Alla rivista, diretta dal 2019 da Alex Rusconi, hanno collaborato e collaborano personaggi illustri quali Silvan, Raul Cremona, Gianfranco Preverino.

### Quaderni diMagia
Libri monografici sull'illusionismo.

### Canale YouTube
Raccoglie conferenze, estratti dai convegni e dal CICAP Fest, rubriche video. Nel 2020 il CICAP ha lanciato sul proprio canale YouTube "CICAP Live", una rubrica di interviste video in diretta a protagonisti della scienza e della cultura con l'obiettivo di approfondire determinati argomenti legati alla scienza e alla razionalità.

## Critiche e repliche
A causa della particolare attività svolta, il CICAP è oggetto di un certo numero di contestazioni, le più comuni delle quali sono quelle di apriorismo "scientistico".
- Una critica di carattere metodologico è quella di professare una forma di integralismo scientifico. Talvolta, nella storia della scienza, è capitato che un avanzamento scientifico abbia incontrato delle difficoltà ad affermarsi perché può riuscire difficile staccarsi dal precedente modo di vedere le cose, non tanto per malafede o interessi particolari, quanto per la difficoltà stessa che ha la mente umana a individuare e a mettere in chiaro gli assunti a priori del suo procedere. Secondo tali critiche il CICAP contribuirebbe a tale resistenza rifiutando, per partito preso, qualsiasi teoria in contrasto con le conoscenze scientifiche attuali. In opposizione a tale critica, il CICAP sostiene di non prendere posizione a priori, ma soltanto dietro indicazione dei risultati ottenuti attraverso analisi fondate sul metodo scientifico. Non tutte le teorie alternative sono valide: molto spesso, ricorda il Comitato, la scienza è accusata di rifiutare delle teorie perché rivoluzionarie quando in realtà le rifiuta semplicemente perché non sono confermate da fatti ottenuti per mezzo di indagini scientifiche.[23]
- Una critica legata alla precedente è quella di sostenere una forma estrema di riduzionismo: il CICAP pretenderebbe di ridurre ogni aspetto della vita umana alla misurabilità sperimentale. Il CICAP si difende affermando che la propria azione è limitata ai soli fenomeni fisici che, in quanto tali, possono essere indagati sperimentalmente e che non prende posizione su altri campi come politica, religione o etica.[24]

## Logo
Il logo storico del CICAP era basato sull'illusione ottica nota come griglia di Hermann. Disegnato nel 1992 da Franco Ramaccini, era stato modificato e ammodernato nel 2009 e ancora nel 2013.
Il logo adottato a partire dal 2023 fa parte della sua nuova identità visiva, progettata dagli studenti del corso di Graphic Design dello IED Milano, e studiata per veicolare al meglio le attività e i valori dell'associazione, rafforzando il suo attuale ruolo di voce rispettata e autorevole nel dibattito su pseudoscienze e disinformazione in Italia. Il nuovo logo, pur agganciandosi alla precedente identità visiva, dà vita a un sistema flessibile e scalabile con il quale è possibile progettare icone, layout e altri loghi dedicati alle varie iniziative del Comitato.

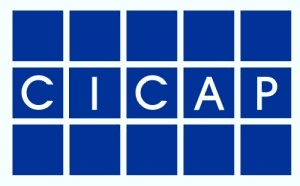
Logo usato dal 1992 al 2009
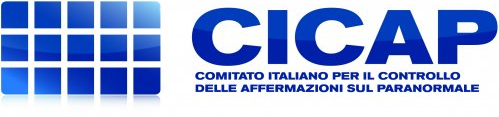
Logo usato dal 2009 al 2013
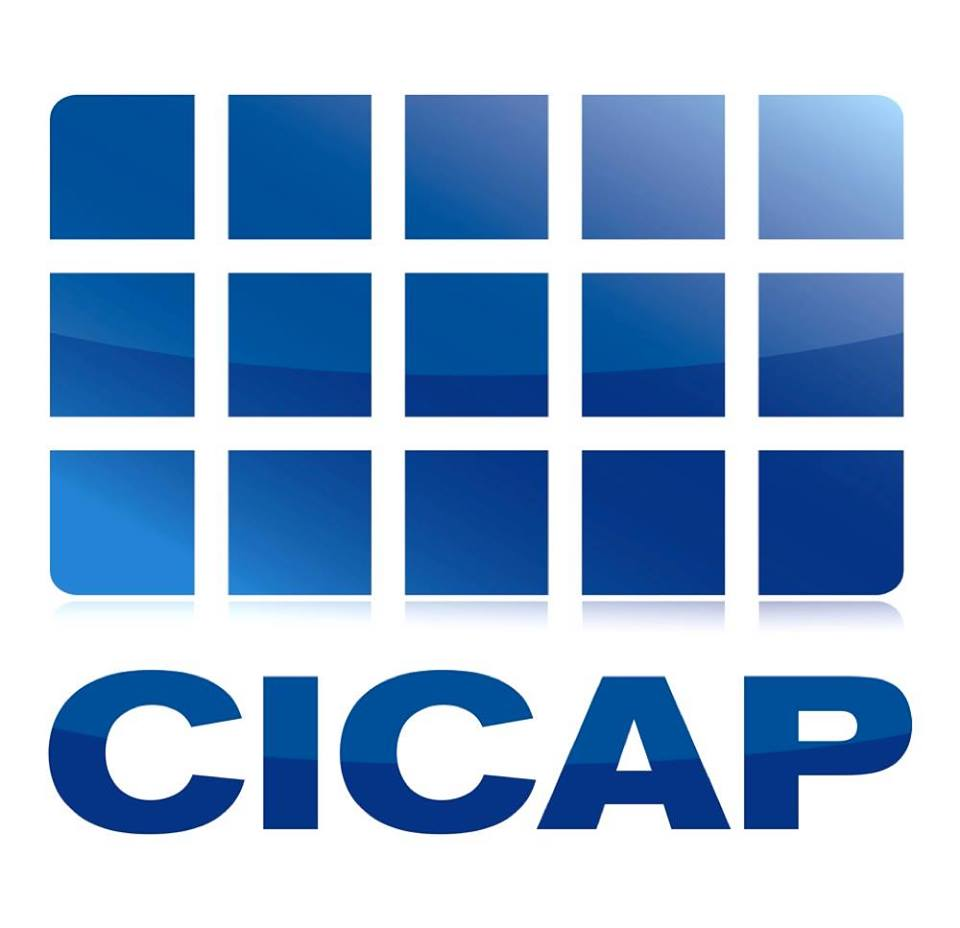
Logo usato dal 2013 al 2023
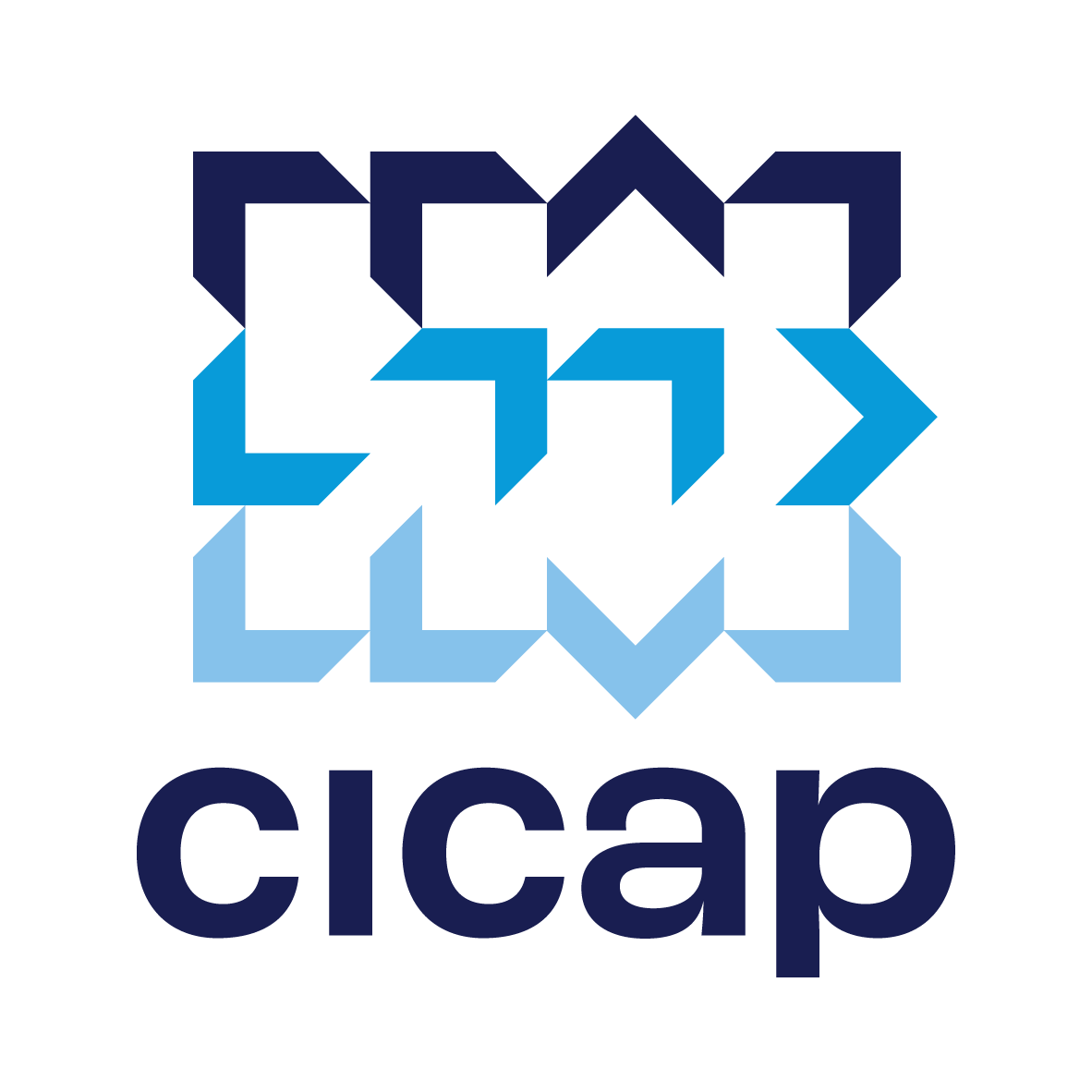
Logo in uso dal 2023